# King of Fools
King of Fools to pierwszy oficjalny minialbum grupy Edguy. Wydany w roku 2004 promował album Hellfire Club. Jest to pierwsze wydawnictwo Edguy spod szyldu Nuclear Blast.

## Lista utworów
1. "King of Fools" – 3:35
2. "New Age Messiah" – 6:01
3. "The Savage Union" – 4:15
4. "Holy Water" – 4:18
5. "Life and Times of a Bonus Track" – 3:23